# North West Delhi
Der Distrikt North West Delhi (Hindi उत्तर पश्चिम दिल्ली जिला, englisch North West Delhi district) ist ein Distrikt des Nationalen Hauptstadtterritoriums Delhi in Indien. Er ist Teil der eine einzige Agglomeration bildenden Megastadt Delhi. Der Distrikt wurde im Jahr 1997 gegründet, bei der Reorganisation der Distrikte Delhis im Jahr 2012 aber in seiner Grenzziehung erheblich verändert.

## Geographie
Der Distrikt liegt im Nordwesten des Hauptstadtterritoriums. Er grenzt dort an den benachbarten Bundesstaat Haryana.

## Verwaltungsgliederung
Der Distrikt North West Delhi ist wie die übrigen zehn Distrikte des Hauptstadtterritoriums in drei tehsils (Subdistrikte) unterteilt, nämlich Kanjhawala, Rohini und Saraswati.

## Geschichte

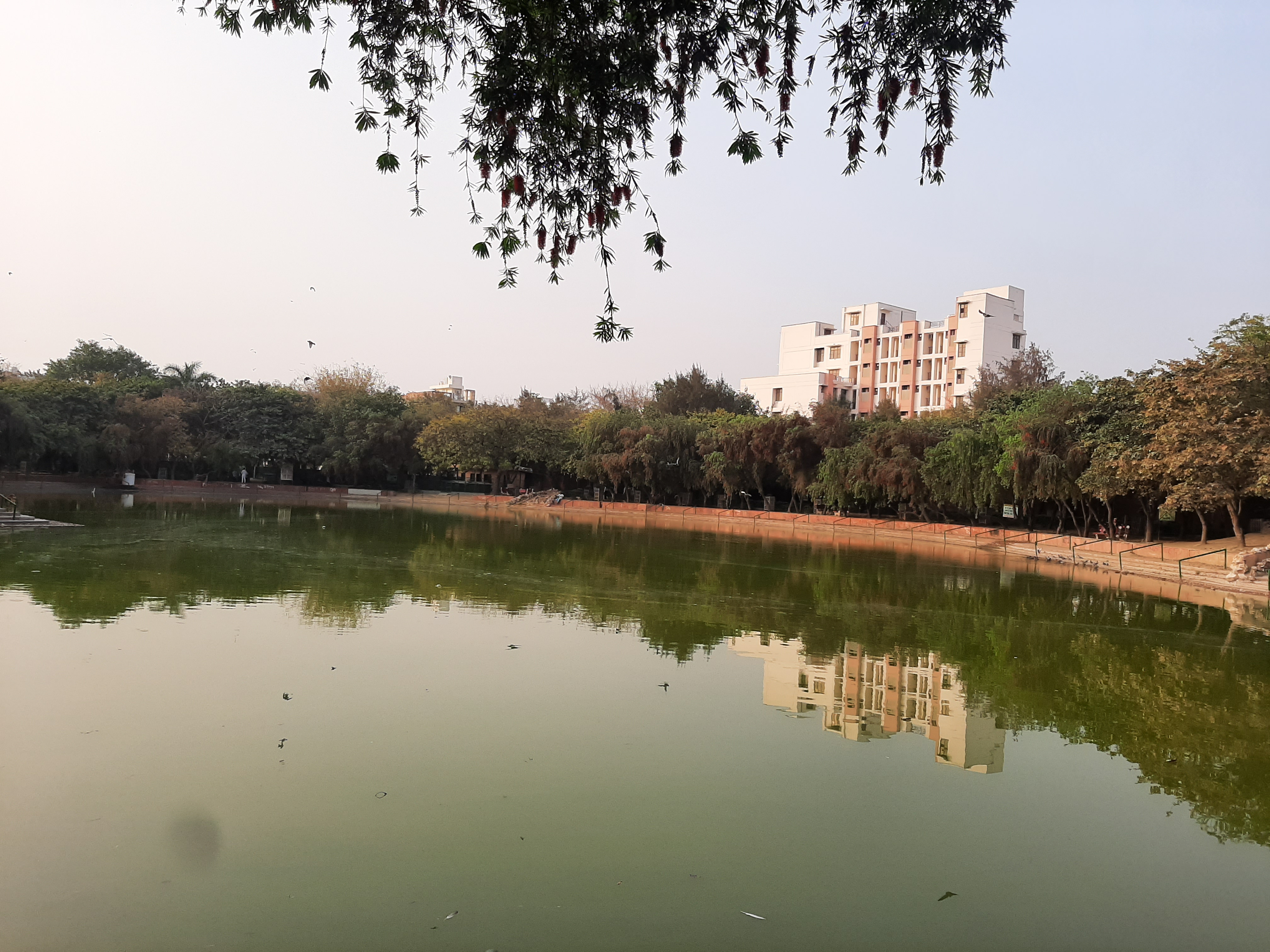
Der Jheel Park in North West Delhi

Ein Distrikt namens North West Delhi besteht seit 1997, als das vormals aus einem einzigen Distrikt bestehende Hauptstadtterritorium in neun Distrikte geteilt wurde. In seinen damaligen Grenzen war der Distrikt 443 km² groß und hatte bei der Volkszählung 2011 rund 3,66 Millionen Einwohner.
Bei der Reorganisation der Distrikte Delhis im Jahr 2012, als deren Gesamtzahl auf elf erhöht wurde, erfuhr der Distrikt durch die Ausgliederung von North Delhi eine erhebliche Verkleinerung, weshalb ältere statistische Daten nicht mehr vergleichbar sind.